# Abdirahman Mirreh
Abdirahman Gaileh Mirreh, född 1942, död 2000, var en somalisk författare, i flera år bosatt i Norge. Mirreh gav ut diktsamlingar som översattes till bland annat engelska, till exempel Songs of a Nomad Son (1990), Gob Tree Beside the Hargeisa Wadi (1995) och From an Acacia Landscape: Poetry 1983–93 (1996).